# Rimini Calcio Football Club 2000-2001
Questa pagina raccoglie i dati riguardanti il Rimini Calcio Football Club nelle competizioni ufficiali della stagione 2000-2001.

## Stagione
A seguito dell'ennesima delusione di fine stagione, con la sconfitta nella finale play-off dell'anno precedente, la proprietà manifesta la volontà di cedere il club, decidendo comunque di rimanere alla guida del sodalizio biancorosso. Il nome del nuovo allenatore, il forlimpopolese Luciano Zecchini reduce da tre play-out in C2 fra Tempio e Pro Patria, non viene accolto con entusiasmo dalla piazza.
Il campionato si apre con la vittoria sul campo del Lanciano, anche se il portiere titolare Marco Bizzarri subisce un infortunio che lo costringe a saltare parte del girone di andata. Dopo la sconfitta patita a Russi (2-1) alla 6ª giornata, si apre una contestazione nei confronti di società e tecnico. Nella partita successiva il Rimini vince 5-1 contro l'Imolese, poi pareggia a Teramo (2-2) e vince di misura con la Sangiovannese di Leo Acori.
A fine ottobre i biancorossi occupano il secondo posto, a un punto dalla vetta della classifica, ma pochi giorni prima della gara esterna contro il San Marino viene esonerato Zecchini, complice una frattura con parte dello spogliatoio. Per una giornata il traghettatore è Pietro Martini, preparatore dei portieri, con un pareggio a reti inviolate all'Olimpico sammarinese.
Il nuovo tecnico è Claudio Maselli, che inizia bene vincendo 5 delle ultime 7 partite del girone di andata. Il girone di ritorno tuttavia si apre diversamente, nelle prime 5 gare non arriva alcuna vittoria ed emergono nuovi malumori dalla piazza.
Il 14 aprile, alla vigilia di Pasqua, il Rimini pareggia sulla neve di Chieti e ha un primo contatto con la vetta, in attesa del match rinviato tra la capolista Lanciano e la Rondinella. Il sorpasso vero e proprio avviene alla 31ª giornata, quando i biancorossi battono 1-0 il Faenza mentre i lancianesi prima pareggiano con la Maceratese e poi perdono clamorosamente il recupero con la Rondinella.
Il Rimini è dunque primo con due punti di vantaggio su Chieti e Lanciano, quando mancano tre partite alla fine del campionato. Al Romeo Neri arriva il Prato, che si impone di misura (0-1) facendo compiere il sorpasso alle inseguitrici abruzzesi. Alla penultima giornata, nel pareggio sul campo del Viareggio, si infortuna gravemente al ginocchio Maurizio Neri che fin lì aveva realizzato 14 reti.
La squadra si qualifica ai play-off, dove viene eliminata al termine della doppia semifinale contro il Teramo (sconfitta 2-1 in Abruzzo con doppietta di Myrtaj, pareggio 1-1 nel ritorno di Rimini).

## Organigramma societario
Area direttiva
- Amministratore delegato: Vincenzo Bellavista
- Presidente: Luca Benedettini

Area organizzativa
- Team manager: Piergiorgio Ceccherini

Area comunicazione
- Segretario: Floriano Evangelisti
- Ufficio Stampa: Giuseppe Meluzzi

Area tecnica
- Allenatore: Luciano Zecchini, poi Pietro Martini, poi Claudio Maselli
- Preparatore atletico: Danilo Chiodi
- Preparatore dei portieri: Pietro Martini

Area sanitaria
- Medico sociale: Pasquale Contento
- Massaggiatore: Pietro Rossini

## Rosa
| N. |                   | Ruolo | Calciatore         |
| -- | ----------------- | ----- | ------------------ |
|    | Italia (bandiera) | P     | Marco Bizzarri     |
|    | Italia (bandiera) | P     | Fabrizio Grilli    |
|    | Italia (bandiera) | P     | Carlo Cofano       |
|    | Italia (bandiera) | D     | Alessio Ballanti   |
|    | Italia (bandiera) | D     | Andrea Cipolli     |
|    | Italia (bandiera) | D     | Andrea Mussoni     |
|    | Italia (bandiera) | D     | Daniele Bucchi     |
|    | Italia (bandiera) | D     | Davide Ferrari     |
|    | Italia (bandiera) | D     | Diego Caverzan     |
|    | Italia (bandiera) | D     | Mario Donadoni     |
|    | Italia (bandiera) | D     | Roberto Civolani   |
|    | Italia (bandiera) | C     | Daniele Bordacconi |
|    | Italia (bandiera) | C     | Davide Di Terlizzi |

| N. |                   | Ruolo | Calciatore         |
| -- | ----------------- | ----- | ------------------ |
|    | Italia (bandiera) | C     | Fabio Favi         |
|    | Italia (bandiera) | C     | Giuseppe Anaclerio |
|    | Italia (bandiera) | C     | Luca Pellegrini    |
|    | Italia (bandiera) | C     | Luigi Consonni     |
|    | Italia (bandiera) | C     | Luigi Galli        |
|    | Italia (bandiera) | C     | Mario Cecchi       |
|    | Italia (bandiera) | C     | Massimo Epifani    |
|    | Italia (bandiera) | A     | Claudio Clementi   |
|    | Italia (bandiera) | A     | Cristiano Luconi   |
|    | Italia (bandiera) | A     | Jonathan Vidallé   |
|    | Italia (bandiera) | A     | Maurizio Neri      |
|    | Italia (bandiera) | A     | Michele Tarallo    |

## Risultati

### Campionato

#### Girone di andata
| 3 settembre 2000 1ª giornata | Lanciano | 1 – 2 | Rimini |  |

| 10 settembre 2000 2ª giornata | Rimini | 0 – 1 | Gualdo |  |

| 17 settembre 2000 3ª giornata | Gubbio | 0 – 1 | Rimini |  |

| 24 settembre 2000 4ª giornata | Rimini | 1 – 1 | Maceratese |  |

| 1º ottobre 2000 5ª giornata | Montevarchi | 0 – 0 | Rimini |  |

| 8 ottobre 2000 6ª giornata | Russi | 2 – 1 | Rimini |  |

| 15 ottobre 2000 7ª giornata | Rimini | 5 – 1 | Imolese |  |

| 22 ottobre 2000 8ª giornata | Teramo | 2 – 2 | Rimini |  |

| 29 ottobre 2000 9ª giornata | Rimini | 1 – 0 | Sangiovannese |  |

| 5 novembre 2000 10ª giornata | San Marino | 0 – 0 | Rimini |  |

| 12 novembre 2000 11ª giornata | Rimini | 1 – 0 | Castel San Pietro |  |

| 26 novembre 2000 12ª giornata | Castelnuovo | 0 – 1 | Rimini |  |

| 3 dicembre 2000 13ª giornata | Rimini | 2 – 0 | Chieti |  |

| 10 dicembre 2000 14ª giornata | Rimini | 2 – 0 | Faenza |  |

| 17 dicembre 2000 15ª giornata | Prato | 1 – 0 | Rimini |  |

| 23 dicembre 2000 16ª giornata | Rimini | 2 – 0 | Viareggio |  |

| 7 gennaio 2001 17ª giornata | Rondinella | 0 – 0 | Rimini |  |

#### Girone di ritorno
| 14 gennaio 2001 18ª giornata | Rimini | 2 – 2 | Lanciano |  |

| 21 gennaio 2001 19ª giornata | Gualdo | 2 – 0 | Rimini |  |

| 28 gennaio 2001 20ª giornata | Rimini | 1 – 1 | Gubbio |  |

| 4 febbraio 2001 21ª giornata | Maceratese | 1 – 1 | Rimini |  |

| 11 febbraio 2001 22ª giornata | Rimini | 0 – 0 | Montevarchi |  |

| 18 febbraio 2001 23ª giornata | Rimini | 3 – 2 | Russi |  |

| 25 febbraio 2001 24ª giornata | Imolese | 0 – 4 | Rimini |  |

| 11 marzo 2001 25ª giornata | Rimini | 0 – 2 | Teramo |  |

| 18 marzo 2001 26ª giornata | Sangiovannese | 0 – 0 | Rimini |  |

| 25 marzo 2001 27ª giornata | Rimini | 2 – 0 | San Marino |  |

| 1º aprile 2001 28ª giornata | Castel San Pietro | 1 – 2 | Rimini |  |

| 8 aprile 2001 29ª giornata | Rimini | 2 – 0 | Castelnuovo |  |

| 14 aprile 2001 30ª giornata | Chieti | 0 – 0 | Rimini |  |

| 22 aprile 2001 31ª giornata | Faenza | 0 – 1 | Rimini |  |

| 29 aprile 2001 32ª giornata | Rimini | 0 – 1 | Prato |  |

| 6 maggio 2001 33ª giornata | Viareggio | 1 – 1 | Rimini |  |

| 13 maggio 2001 34ª giornata | Rimini | 2 – 1 | Rondinella |  |